# Dourdan
Dourdan  [d̪uʁd̪ɑ̃] je francouzské město v jihozápadní části metropolitní oblasti Paříže ve Francii v departmentu Essonne a regionu Île-de-France. Od centra Paříže je vzdálena 46 km.

## Geografie
Územím města protéká řeka Orge.
Sousední obce: Saint-Arnoult-en-Yvelines, Longvilliers, Saint-Cyr-sous-Dourdan, Sainte-Mesme, Roinville, Corbreuse a Les Granges-le-Roi.

## Památky
- hrad Dourdan ze 13. století
- gotický kostel Saint-Germain-d'Auxerre de Dourdan

## Vývoj počtu obyvatel
Počet obyvatel

## Osobnosti města
- Francisque Sarcey, novinář a dramatik
- Auguste Gillot, politik

## Partnerská města
- Bad Wiessee, Německo
- Great Dunmow, Spojené království
- Lac-Mégantic, Kanada
- Troungoumbé, Mali